# Semerovo
Semerovo (in ungherese Komáromszemere) è un comune della Slovacchia facente parte del distretto di Nové Zámky, nella regione di Nitra.